# Décibulles
Décibulles est un festival de musique qui se déroule chaque année en juillet dans la commune de Neuve-Église (Bas-Rhin). Sur trois jours, il accueille une trentaine de groupes de musiques actuelles à chaque édition.

## Histoire
Décibulles est créé en 1992 par une vingtaine de membres du Cercle Saint-Nicolas de Neuve-Église, et associe festival de rock et fête de la bière.
En 1998, les bénévoles créent une association spécifique porteuse du festival, au même nom que ce dernier.
Après une pause en 2002 pour rechercher un nouveau site, le festival s'installe au Chéna en 2003.
Le festival fait de nouveau une pause en 2005 à cause de difficultés financières.
En 2006, l'événement passe à trois jours.
En 2020, le festival est annulé en raison de la pandémie de Covid-19.
2024 sera donc la 30e édition de Décibulles. Jean-Paul Humbert est le président de l'association. Avec lui, Marie-Laure Vonné et Régine Siffer sont les trois derniers membres fondateurs, présents depuis la 1re édition de 1992.

## Fréquentation
| Années | Festivaliers |
| ------ | ------------ |
| 1992   | 700          |
| 2010   | 12 500       |
| 2011   | 14 500       |
| 2012   | 15 500       |
| 2013   | 18 000       |
| 2014   | 23 500       |
| 2017   | 25 500       |
| 2018   | 28 000       |
| 2022   | 32 000       |
| 2023   | 32 000       |
| 2024   | 34 000       |
| 2025   | 36 000       |

## Budget
En 2006, le budget est de 520 000€.
En 2019 il est de 1 million d'euros et le festival reçoit une subvention de 55 000€ du conseil régional.
En 2023, le budget du festival est de 2 000 000€, dont 250 000€ proviennent de subventions publiques et 200 000€ du mécénat (120 entreprises locales).
En 2025, le budget du festival est de 2,6 millions euros.

## Historique des différentes éditions

### Première décennie (de 1992 à 2001)

#### Édition de1992
Le festival se déroulait sur deux journées (samedi et dimanche), la seconde étant gratuite.
| - Blue Bridge - Night Bird | - Gospel - Graphic Sticks |

#### Édition de1993
| - Scum Boys - Blues Experience - Tania | - Altrace - Stain Doll - Les Sales Gosses |

#### Édition de1994
Les deux premières éditions couplaient un samedi soir "rock", payant, avec un dimanche après-midi "champêtre", gratuit. Mais la formule ne fit pas succès et fut donc modifiée. Le dimanche après-midi devient lui aussi "rock" et payant. Malgré une affiche musicale attractive, le public était bien moins nombreux que la veille au soir.
| - The Barking Dogs - Sylvain & les Barzingueurs - Nightbird - Hazard - You | - Francis Decamps - Rock Traffic - Dubs - Superfreak |

#### Édition de1995
Pour sa 4e édition, le festival a trouvé sa formule idéale : deux soirées "rock", le vendredi et le samedi.
| - Red Cardell - Soul Connexion - Soul Prayer - Buob | - Happy Drivers - Bill Thomas - Lisa De Luxe - Oil-Len |

#### Édition de1996
| - Fou - Spina - Dolly - Pink Lady | - EV - Out - Quicksilver Blues Band - Les Pères de Famille |

#### Édition de1997
C'est pour la 6e édition que le festival devient indépendant au sein d'une nouvelle structure organisatrice, l'Association Décibulles.
| - Burning Heads - La Strada - Les Hurleurs - Y Front | - Shaï No Shaï - Oobik & the Pucks - Divin'O - Quintana Roo |

#### Édition de1998
Le festival grandit et compte 5 000 festivaliers pour cette 7e édition.
| - Marcel et son Orchestre - Sinsemilia - Treponem Pal - Armens | - In & Out - Shag - Useless - Jefh |

#### Édition de1999
| - Popa Chubby - Les Hurlements d'Léo - Scapin - The Blue Spirits | - Irishtambul - Djoloff - Candie Prune - Peulvens |

#### Édition de2000
Le festival a poursuivi sa progression avec 6 000 entrées pour sa 9e édition, marquées par les premiers "sold-out", la plupart des billets ayant trouvé preneurs en location.
| - Zen Zila - Dolly - Silmarils - Dr Ring Ding & the Seniors All Stars | - Hellsuckers - Berthet - Owhy - Blugs |

#### Édition de2001- les 10 ans!
La 10e édition fut une réussite totale (7 000 entrées) avec une décoration de fête et des cadeaux d'anniversaire : des feux d'artifice musicaux chaque soir et un grand groupe « surprise » pour clore le festival. Le nom de celui-ci ne fut dévoilé qu'à son entrée sur scène, "Matmatah".
| Vendredi 29 juin 2001 - Radio 777 - Masnada - Red Cardell - Percubaba - Grand Popo Football Club | Samedi 30 juin 2001 - La Rue Ketanou - Maximum Kouette - Matmatah - Em Remes Sini Band - Phoenix |

### Deuxième décennie (de 2003 à 2013)

#### Édition de2003
La 11e édition marque un nouveau tournant puisque le festival s'installe sur un nouveau site plus grand. C'est le lieu-dit « le Chena » dans la Vallée de Villé. La programmation est multipliée par deux grâce au rajout d'une scène.
Ainsi, 16 groupes de renommée locale et internationale, se sont succédé sur les scènes "Galopins" et "La chope".
Résultat : 12 000 festivaliers !!
| Vendredi 27 juin 2003 - Arno - Bill Wyman's Rythm Kings - Spook & the Guay - Mister Gang - Hafabandjiss - Coverage - Les Dahus - Les Suprêmes Dindes | Samedi 28 juin 2003 - Mass Hysteria - Mes Souliers Sont Rouges - Kyo - Merzhin - Toxic Kiss - Greedy Guts - Artsonic - Package |

#### Édition de2004
| Vendredi 25 juin 2004 - Roger Hodgson - Les Ogres de Barback - Lofofora - K2R Riddim - Prototypes - La Mala Suerte - Nedgeva - Zool | Samedi 26 juin 2004 - Sergent Garcia - Horace Andy - La Grande Sophie - Autour de Lucie - Skew Siskin - Grave de Grave - Ampm - Skannibal Schmitt |

#### Édition de2006
Le festival adopte le slogan "Brasseur de rock".
10 000 personnes ont assisté à la 13e édition du festival.
| Vendredi 7 juillet 2006 - Nada Surf - Toots & the Maytals - A.S. Dragon - Jamait - Kansas of Elsass - As de Trêfle - Hakiliman Si | Samedi 8 juillet 2006 - Les Wampas - Mass Hysteria - Les Fatals Picards - Kaly Live Dub - Therapy? - Soulbender - Bad Puppy Psycho | Dimanche 9 juillet 2006 - Louis Bertignac - Femi Kuti - Jim Murple Memorial - N&SK - Crucified Barbara - Enneri Blaka - Monsieur Koala |

#### Édition de2007
Deux journées de têtes d'affiches laissent ensuite la place à une journée du dimanche qui se veut plus familiale et grand public, notamment grâce à un tarif plus attractif, des découvertes et artistes montants de la scène française ou régionale. 16 000 festivaliers assistent à cette édition.
| Vendredi 6 juillet 2007 - Superbus - AaRON - Kaolin - La Ruda - P.O. Box - Crocodiles | Samedi 7 juillet 2007 - Trust - Fishbone - The Skatalites - Karpatt - Twan & Riddim Village - Manialine | Dimanche 8 juillet 2007 - Java vs Winston McAnuff - M.A.P. - Simeo - Bredelers - No Cex Apple - Le Train de 7h45 |

#### Édition de2008
| Vendredi 11 juillet 2008 - Christophe Maé - Cocoon - Beat Assailant - Rhésus - T - Melissmell | Samedi 12 juillet 2008 - The John Butler Trio - Le Peuple de l'Herbe - Massilia Sound System - Fancy - Sparkling Bombs - Los Disidentes Del Sucio Motel | Dimanche 13 juillet 2008 - La Phaze - Orange Blossom - Lareosol - Enneri Blaka - Karavan Orchestra - Lyre le Temps |

#### Édition de2009

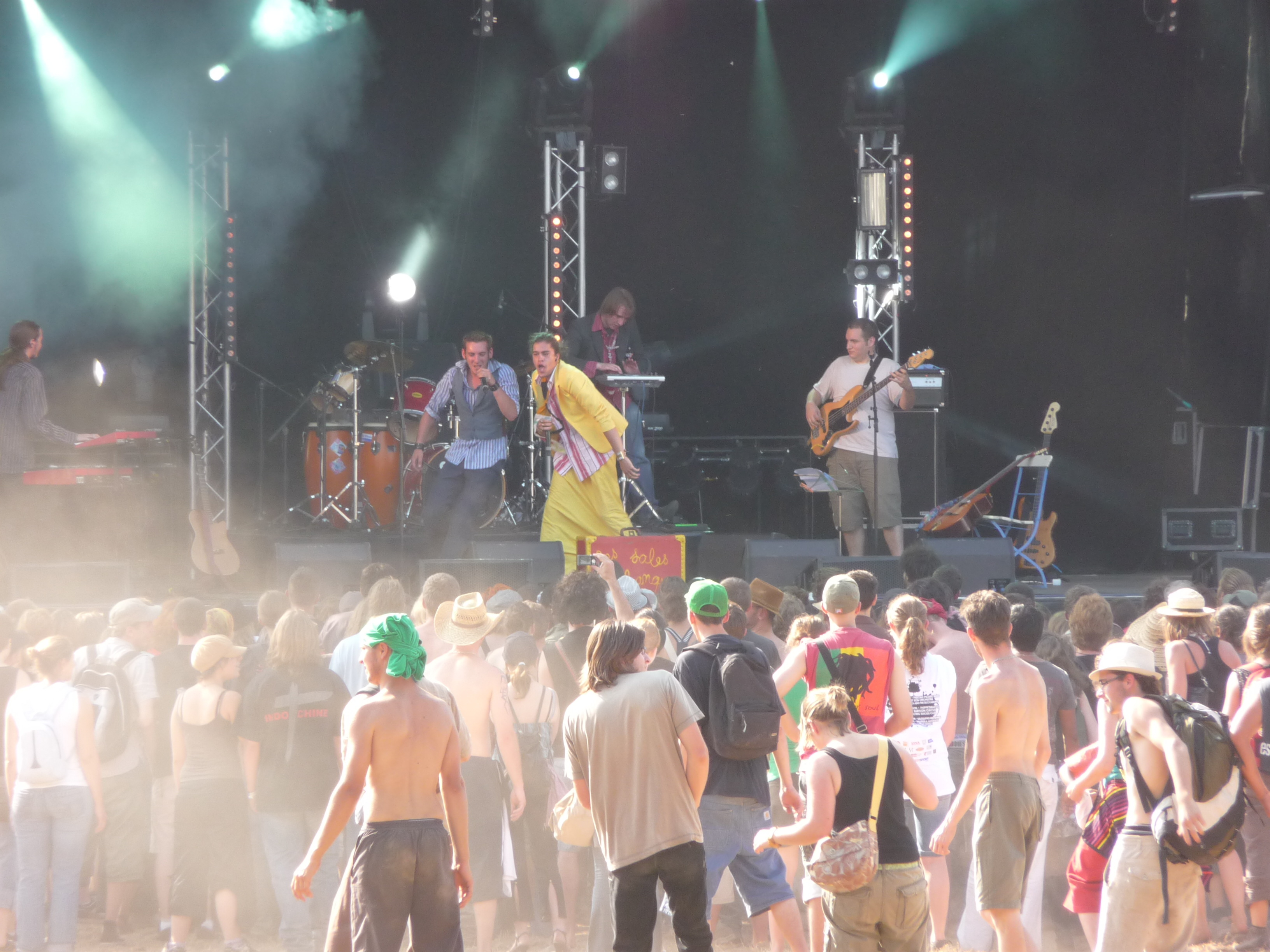
Les Sales Timbanques, Décibulles 2009

La 16e édition a accueilli 16 000 festivaliers.
| Vendredi 26 juin 2009 - les Ogres de Barback - Pascale Picard Band - Pep's - Marcel et son Orchestre - Caravan Palace - Mitch and the Buccanons | Samedi 27 juin 2009 - Asian Dub Foundation - Puppetmastaz - Cold War Kids - Babylon Circus - Plus Guest - The Electric Suicide Club | Dimanche 28 juin 2009 - La Chanson du Dimanche - Les Touffes Kretiennes - Les Garçons Trottoirs - Tribuman & Jazzomatix - Les Sales Timbanques - Art District |

#### Édition de2010
| Vendredi 25 juin 2010 - Goran Bregovic - Micky Green - Yodelice - Pulpalicious - Coming Soon - Secretive | Samedi 26 juin 2010 - Groundation - Sanseverino - The Toy Dolls - Les Tambours du Bronx - Didier Super - Dead Duck | Dimanche 27 juin 2010 - Oai Star - La Fanfare en Pétard - Colt Silvers - Jesers - Roberdam - Mua'dib & The Awakening |

#### Édition de2011
La 18e édition s'est déroulée les 24, 25 et 26 juin.
| Vendredi - Gentleman - Lee Scratch Perry + Max Romeo - Les Hurlements D'Léo - Thomas Fersen - Hilight Tribe - Kings Love Jacks | Samedi - Stupeflip - Beat Torrent - dEUS - Absynthe Minded - Lilly Wood and the Prick - The Wolfgangs | Dimanche - DJ Shadow - John Butler Trio - Skip the Use - The Inspector Cluzo - Claudio Capéo - Charles Pasi |

#### Édition de2012
La 19e édition a eu lieu les 6, 7 et 8 juillet.
| Vendredi - Alborosie - Raggasonic - Danakil - General Elektriks - Chapelier Fou - Hermetic Delight | Samedi - Thomas Dutronc - Ayo - Revolver - Nasser - GiedRé - Mony And The Hatmen | Dimanche - Emir Kusturica and The No Smoking Orchestra - Tetes Raides - Balkan Beat Box - HK & Les Saltimbanks - Ezra - The Fat Badgers |

#### Édition de2013- les 20 ans!
Le festival a fêté sa 20e édition les 12, 13 et 14 juillet.

##### Programmation artistique
| Vendredi - Alpha Blondy - Patrice - Morgan Heritage - Dope D.O.D. - Maniacx - The Last Target | Samedi - Ska-P - Etienne de Crécy présente Beat's'N'Cubes - Arno - Triggerfinger - Carbon Airways - The Walk | Dimanche - Les Cowboys Fringants - Compagnie Transe Express - Imany - Deluxe - Theodore, Paul & Gabriel - Ernest |

##### Arts de rues et Impromptus musicaux
| Vendredi - Ancient Mith - Miss Trash Fanfare - Piano Chat - Cie Ministère des Rapports Humains | Samedi - Gredaldur - Pauwels - Cie Ministère des Rapports Humains | Dimanche - Cie d'Outre Rue - Gredaldur - Réverbère - Cie Ministère des Rapports Humains |

### Troisième décennie (de 2014 à aujourd'hui)

#### Édition de2014
Le festival a démarré une nouvelle décennie (21e édition) les 11, 12 et 13 juillet.

##### Programmation artistique
| Vendredi - Rodrigo y Gabriela - Ky-Mani Marley - Foreign Beggars - Naaman - Lyre Le Temps - Adam and the Madams | Samedi - Vitalic et son projet VTLZR - Morcheeba - Garland Jeffreys - Nneka - Popa Chubby - Yurodivy | Dimanche - Chinese Man - La Rue Ketanou - Staff Benda Bilili - Shantel & Bucovina Club Orckestar - Heymoonshaker - Joy & Glory |

##### Arts de rues et Impromptus musicaux
| Vendredi 11 juillet 2014 - Cie Albedo - Boogers - Tell & DJ BizKid | Samedi 12 juillet 2014 - Action Beat - Cie L'Eléphant Vert - Arsène Lupunk Trio - Cie L'Arbre à Vache | Dimanche 13 juillet 2014 - Cie L'Eléphant Vert - Arsène Lupunk Trio - Cie Dis Bonjour à la Dame - Epic Schmetterling |

#### Édition de2015
Les 10, 11 et 12 juillet, le festival Décibulles s'est préparé pour un road-trip musical et festif trois jours durant. Après une 21e édition record avec pas moins de 23 500 festivaliers, l’association Décibulles s’est retroussée les manches afin d’offrir au public un événement de qualité, une décoration soignée et une convivialité assurée. Et pour la première fois de son histoire, le festival a affiché complet trois soirs de suite, soit 26 000 festivaliers !

##### Programmation artistique
| Vendredi 10 juillet 2015 - Hubert-Felix Thiefaine - rock - Biga Ranx – reggae - Le Peuple de l'herbe – electro hip-hop - Salut c'est cool – electro - Jules et le vilain Orchestra – chanson - The wooden wolf - folk | Samedi 11 juillet 2015 - Cypress Hill – hip-hop - Moriarty – folk - High Tone feat Oddateee – dub - Talisco – rock pop - Too Many Zooz – brasshouse - War Deluxe - electro | Dimanche 12 juillet 2015 - IAM – hip-hop - Tiken Jah Fakoly – reggae - Winston McAnuff & Fixi – reggae - Flavia Coelho – world music - Mountain Men – blues - Backyard Folk Club - folk |

##### Arts de rues et Impromptus musicaux
| Vendredi 10 juillet 2015 - Jean Louis 2000 de la Cie Le Muscle - star du disco - T.N.T. de la Cie Scratch - jonglerie burlesque - Hildegard Von Binge Drinking - post rock décalé | Samedi 11 juillet 2015 - La Torpédo Swing de la CIE Dynamogène - rock mécanique - Jean Louis 2000 de la Cie Le Muscle - star du disco - Billie Brelok - hip-hop | Dimanche 12 juillet 2015 - Cirque s'lex 'n sueur de la Cie Les Têtes d'affiche - trio clownesque - Seal of Quality - electro 8-bit rock - Deux secondes ! de la Cie du Petit Monsieur - spectacle burlesque - La Patrouille Piétonne de Proximité Préventive de la Cie Le Muscle - déambulation humoristique |

#### Édition de2016
Pour la deuxième année consécutive, le festival a affiché complet les 3 soirs du 8 au 10 juillet avec 26 000 festivaliers.

##### Programmation artistique
| Vendredi8 juillet 2016 - Fakear - electro - Charlie Winston – pop - Vandal – ragga-tek - CunninLynguists – hip-hop - Birth Of Joy – rock - Sphère Primaire - hip-hop | Samedi9 juillet 2016 - Gramatik – electro - Rone – electro - Anna Calvi – rock - Jeanne Added – rock - The Wanton Bishops – blues rock - The Grand Bay - melancholic pop | Dimanche10 juillet 2016 - Tryo – chanson - Dub Inc – reggae - Faada Freddy – world - Soviet Suprem – chanson - La Yegros – nueva cumbia - Camicela - chanson |

##### Arts de rues et Impromptus musicaux
| Vendredi8 juillet 2016 - Blaas Of Glory - fanfare heavy metal - The K - rock noise - Deadwood - rock garage electro - L'histoire des trois mousquetaires racontées à deux en une demi-heure par la Cie AFAG Théâtre | Samedi9 juillet 2016 - Blaas Of Glory - fanfare heavy metal - Francky Goes To Pointe-à-Pitre - zouk noise rock - Ava, La Dame en Verte de la Cie Accès-Soir - solo clownesque - Bravo Brian - one man electro wave | Dimanche10 juillet 2016 - Les Demi-Frères Grumaux - cascadeurs burlesques - 100% Chevalier - math rock - Ça va foirer ! de Réverbère - spectacle burlesque |

#### Édition de2017
Les 14, 15 et 16 juillet 2017, l’association Décibulles s’est donnée des ailes et a concocté une 24e édition dansante, la tête dans les étoiles et les pieds sur terre.

##### Programmation artistique
| Vendredi14 juillet 2017 - Wax Tailor - electro swing - Un air, deux familles – chanson française - Naâman – raggae - Vald – rap - Jacques – electro - Freez - hip-hop | Samedi15 juillet 2017 | Dimanche16 juillet 2017 |

#### Édition de2023
- Airbourne
- Shame
- Izïa
- John Butler

#### Édition de2024
Le festival fête en 2024 sa 30e édition. Les organisateurs ont offert aux festivaliers à cette occasion un spectacle de drones le soir du dimanche 14 juillet.

##### Programmation artistique
| Vendredi12 juillet 2024 - Gazo - hip-hop - Worakls Orchestra – electro - Disiz – pop - Charlotte Cardin – pop - Lesram – hip-hop | Samedi13 juillet 2024 - Archive – rock - L'Impératrice – pop disco - Mass Hysteria – metal - Georgio – hip-hop - Irène Drésel – electro | Dimanche14 juillet 2024 - Josman – hip-hop - Matmatah – rock - Morcheeba – trip-hop - Luther – hip-hop - Keziah Jones – rock alternatif |

#### Édition de2025
Édition de tous les records: 
- Pass 3 jours épuisés en quelques jours.
- Le festival annonce sold-out 46 jours avant le premier jour[20].
- Fréquentation record (36 000)

##### Programmation artistique
| Vendredi11 juillet 2025 - Vald - hip-hop - Rilès – hip-hop - Vladimir Cauchemar – electro - Adèle Castillon – pop - Wallace Cleaver – hip-hop | Samedi12 juillet 2025 - Franz Ferdinand – rock - Viagra Boys – post-punk - kompromat – electro - Olivia Ruiz – chanson - Ko Ko Mo – rock | Dimanche13 juillet 2025 - Iam – hip-hop - Apashe – electro - Biga*Ranx – reggae dub - Amadou & Mariam – world - Clara Ysé – chanson |

## Décibulles Worldwide Company
En 2010, l'association a décidé d'organiser des manifestations (concerts, cinéma, etc) en parallèle du festival Décibulles. Le but étant de favoriser la création de soirées en partenariat avec les différents acteurs locaux. Pour les différencier du festival, ces soirées sont nommées avec autodérision les Décibulles Worldwide Company (DWC).

### Éditions de 2010
| Vendredi 29 janvier 2010 - Projection du film Good Morning England. Samedi 30 janvier 2010 - Les Escrocs du swing - Flying Orkestar | Vendredi 22 octobre 2010 - Projection du documentaire "When You're Strange" sur le groupe The Doors. - Boom psychédélique Seventies Samedi 23 octobre 2010 - Concert "Dub Freak Show" - EyeShot vs Digital Chemist - Sleepy Head - DJ |

### Éditions de 2011
| Vendredi 28 janvier 2011 - Projection du film "Chat Noir Chat Blanc" d’Emir Kusturica. Samedi 29 janvier 2011 - Cabadzi (chanson française hip-hop) - Gadjo Michto (musique tzigane) | Jeudi 27 octobre 2011 - Conférence sur le hip-hop, par Christophe Brault. Vendredi 28 octobre 2011 - Projection du film Lascars. Samedi 29 octobre 2011 - Cherzo (chanson rock hip-hop) - Syrano (chanson festive hip-hop) |

### Éditions de 2012
| Samedi 28 janvier 2012 - Fumuj (électro rock) - CHUD (électro) | Samedi 13 octobre 2012 - Lubenica (musique des balkans) - The Walk (folk rock) |

### Éditions de 2013
| Samedi 26 janvier 2013 - Soul Food (funk soul) - The Fat Badgers (funk électro) - DJ Emeca (funky set) | Samedi 16 octobre 2013 - Wassingue (rock du bayou) - Dirty Deep (one man band) |

### Édition de 2014
| Samedi 25 janvier 2014 - Brätzil (musique brésilienne) - Mura Peringa (musique cubaine) |

### Édition de 2015
| Samedi 24 janvier 2015 - Toys de la Cie Idéosphère - spectacle - Orkstr'Omerta - fanfare rock grunge garage |

## La Vallée Vagabonde (depuis 2024)
La Vallée Vagabonde est un événement culturel organisé en octobre, proposant spectacles, concerts et animations pour tous les âges. Parmi les temps forts : un afterwork festif, des spectacles jeune public, des ateliers d’écriture, des soirées jeux, une boum pour enfants, une roller disco, ainsi que deux soirées de concerts mettant en avant des artistes comme Alée & Mourad (La Rue Ketanou), LGMX, Brama et Baby Berserk. L’événement se termine par un thé dansant en partenariat avec la MJC Le Vivarium.